# Thunderbird (Las Vegas)
Thunderbird – w przeszłości stanowił hotel i kasyno, funkcjonujący przy bulwarze Las Vegas Strip w Paradise, w stanie Nevada. 
Obiekt został otwarty 2 września 1948 roku i działał do 6 czerwca 1992 roku. Był to czwarty budynek tego typu w historii, który powstał przy Strip. Pierwotnym właścicielem Thunderbird był Marion Hicks. W 1955 roku obiekt stał się przedmiotem śledztwa policyjnego w wyniku podejrzeń, iż udziały w nim posiadał Meyer Lansky. W 1964 roku Thunderbird został wykupiony przez Del Webba, a w 1972 roku jego właścicielem została korporacja Caesars World. W ciągu ostatnich 15 lat działalności, obiekt dwukrotnie zmieniał nazwę. Najpierw była to Silverbird (w 1977 roku, kiedy jego właścicielem został Major Riddle), a następnie El Rancho Casino (w 1982 roku, kiedy jego właścicielem został Ed Torres).
W 1951 roku, w Thunderbird swój pierwszy występ w Las Vegas dała Rosemary Clooney. Z kolei w 1965 roku, w Thunderbird odbył się ostatni w karierze koncert Judy Garland w Vegas.
Na przełomie lat 80. i 90. Thunderbird nie był w stanie konkurować z nowymi, wielkimi kompleksami rozrywkowymi. W wyniku tego, 6 lipca 1992 roku obiekt oficjalnie zakończył działalność, a budynek został wykupiony przez International Thoroughbred Breeders, Inc. Przez osiem lat stał niewykorzystywany, podczas gdy inwestorzy próbowali nabyć ziemię, na której znajdował się Thunderbird. W 2000 roku korporacja Turnberry Associates wykupiła obiekt, który 3 października 2000 roku został poddany implozji.
Obecnie na większości terenu zajmowanego przez Thunderbird znajduje się Fontainebleau Resort Las Vegas.